# Роберта Мак-Евой
Роберта Енн (Р. Е.) Мак-Евой (англ. Roberta Ann (R. A.) MacAvoy, нар. 13 грудня 1949, Клівленд, США) — американська письменниця у жанрі фентезі та наукової фантастики. У декількох книгах досліджує теми кельтської міфології та дзену. Лавреатка премії Джона В. Кемпбелла найкращому новому письменнику-фантасту та премії «Локус» за найкращий дебютний роман у 1984 році.

## Життєпис
Роберта Енн Мак-Евой народилася 13 грудня 1949 року в місті Клівленд, штат Огайо, США. Здобула ступінь бакалавра мистецтв у Західному резервному університеті Кейса у 1971 році.
З 1975 до 1978 року працювала помічницею службовця з фінансової допомоги у Колумбійському коледжі. З 1978 року до 1982 року працювала комп'ютерною програмісткою у науково-дослідному інституті SRI International. Після цього повністю зосередилася на письменницькій кар'єрі.
У 1978 році Мак-Евой одружилася з Рональдом Алленом Кейном (англ. Ronald Allen Cain).
Серія книг «Даміано» (англ. Damiano) була адаптована у гру під MS-DOS та для комп'ютерів Apple IIe.
У Мак-Евой було діагностовано дистонію (синдром, при якому відбувається постійне або спазматичне скорочення м'язів) після публікації серії «Лінзи світу» (англ. The Lens of the World) на початку 1990-х. Зараз вона тримає синдром під контролем та повернулася до написання творів.

## Твори

### Чорний дракон
- 1983 — «Чаювання з чорним драконом» (англ. Tea with the Black Dragon)
- 1986 — «Скручування канату» (англ. Twisting the Rope)

### Даміано
- 1983 — «Даміано» (англ. Damiano)
- 1984 — «Лютня Даміано» (англ. Damiano's Lute)
- 1984 — «Рафаель» (англ. Raphael)

### Лінзи світу
- 1990 — «Лінзи світу» (англ. Lens of the World)
- 1991 — «Король мертвих» (англ. King of the Dead)
- 1993 — «Зима вовка» (англ. Winter of the Wolf)

### Евен Янг
- 2005 — «Посередник» (англ. The Go-Between) — електронна книга, інше видання з деякими змінами — «Посередині» (англ. In Between), 2009 рік
- 2011 — «Смерть та воскресіння» (англ. Death and Resurrection), включає в себе «Посередник» / «Посередині»

### Романи поза серіями
- 1985 — «Книга Келлса» (англ. The Book of Kells)
- 1987 — «Сірий кінь» (англ. The Grey Horse)
- 1989 — «Третій орел» (англ. The Third Eagle)
- 2016 — «Альбатрос» (англ. Albatross) з Ненсі Палмер (англ. Nancy Palmer)
- TBA — «Мерехтіння» (англ. Shimmer) з Ненсі Палмер

## Нагороди та номінації

### Нагороди
- 1984 — Премія Джона В. Кемпбелла найкращому новому письменнику-фантасту
- 1984 — Премія «Локус» за найкращий дебютний роман за роман «Чаювання з чорним драконом»

### Номінації
- 1984 — Номінація на премію Комптона Крука за роман «Чаювання з чорним драконом»
- 1984 — Фіналістка премії «Г'юго» за найкращий роман за роман «Чаювання з чорним драконом»
- 1984 — Номінація на премію «Локус» за найкращий фентезійний роман за роман «Чаювання з чорним драконом»
- 1984 — Номінація на премію «Локус» за найкращий фентезійний роман за роман «Даміано»
- 1984 — Номінація на премію «Неб'юла» за найкращий роман за роман «Чаювання з чорним драконом»
- 1984 — Номінація на Меморіальну премію імені Філіпа К. Діка за роман «Чаювання з чорним драконом»
- 1984 — Номінація на Всесвітню премію фентезі за найкращий роман за роман «Чаювання з чорним драконом»
- 1985 — Номінація на премію «Дітмар»[en] за роман «Лютня Даміано»
- 1985 — Фіналістка премії «Локус» за найкращий фентезійний роман за роман «Лютня Даміано»
- 1985 — Фіналістка премії «Локус» за найкращий фентезійний роман за роман «Рафаель»
- 1985 — Номінація на Міфопоетичну премію за фентезі за трилогію «Даміано»
- 1986 — Фіналістка премії «Локус» за найкращий фентезійний роман за роман «Книга Келлса»
- 1987 — Фіналістка премії «Локус» за найкращий фентезійний роман за роман «Скручування канату»
- 1988 — Номінація на премію «Локус» за найкращий фентезійний роман за роман «Сірий кінь»
- 1988 — Номінація на премію «Локус» найкращому автору 1980-х років[3]
- 1990 — Номінація на премію «Локус» за найкращий науково-фантастичний роман за роман «Третій орел»
- 1992 — Номінація на премію «Локус» за найкращий фентезійний роман за роман «Король мертвих»
- 1994 — Номінація на премію «Локус» за найкращий фентезійний роман за роман «Зима вовка»
- 2013 — Номінація на Міфопоетичну премію за дорослу фентезі за «Смерть та воскресіння»